# Hookův zákon pro tah
Hookův zákon pro tah popisuje pružnou (elastickou) deformaci v tahu. Popsal jej anglický vědec Robert Hook. 

## Znění Hookova zákona pro tah
Hookův zákon pro tah zní: 

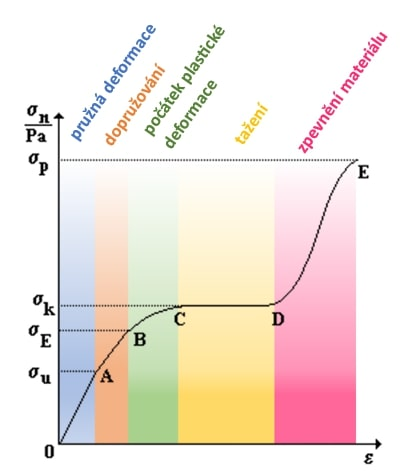
Hookův zákon platí pouze pro pružnou deformaci. Oblast Hookova zákona je na křivce deformace vyznačena modře, končí mezí úměrnosti.

"Pro hodnoty normálového napětí menší než mez úměrnosti {\displaystyle \sigma _{U}} je normálové napětí {\displaystyle \sigma } přímo úměrné relativnímu prodloužení {\displaystyle \epsilon }.''
{\displaystyle \sigma =E\cdot \epsilon }
- Mez úměrnosti {\displaystyle \sigma _{U}} vyplývá z křivky deformace. Je to poslední bod, pro který platí lineární závislost normálového napětí a relativního prodloužení.
- Normálové napětí {\displaystyle \sigma } popisuje, jak intenzivně je materiál v určitém místě namáhán. Uvádí se v Pascalech a udává poměr mezi silou kolmě působící na plochu materiálu. {\displaystyle \sigma ={\frac {F}{S}}}.
- Relativní prodloužení {\displaystyle \epsilon } udává poměr prodloužení {\displaystyle \Delta l} a původní délky {\displaystyle l}. Nemá jednotku, můžeme jej vyjádřit v procentech. {\displaystyle \epsilon ={\frac {\Delta l}{l}}}
- Youngův modul pružnosti (modul pružnosti v tahu) {\displaystyle E}  je materiálová konstanta. Uvádí se v Pascalech a lze zjistit MFCh tabulek.

## Další znění Hookova zákona pro tah

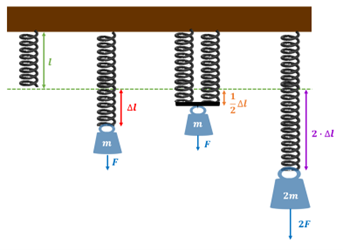
Prodloužení při deformaci tahem závisí na původní délce, velikosti působící síly, průřezu a na typu materiálu.

Ve středoškolské fyzice se objevuje vzorec {\displaystyle \Delta l={\frac {1}{E}}\cdot {\frac {F\cdot l}{S}}} , který lze jednoduše odvodit:
Prodloužení {\displaystyle \Delta l} (například drátu) závisí na:
- původní délce {\displaystyle l} (čím delší drát, tím delší bude prodloužení → přímá úměra)
- průřezu materiálu {\displaystyle S} (čím větší průřez, tím menší bude prodloužení → nepřímá úměra)
- na působící síle {\displaystyle F} (čím větší síla, tím větší prodloužení → přímá úměra)
- na materiálu (vyjadřuje Youngův modul pružnosti {\displaystyle E})

V tabulkách se častěji setkáme s vyjádřením vzorce v podobě {\displaystyle {\frac {\Delta l}{l}}={\frac {1}{E}}\cdot {\frac {F}{S}}}. Tento zápis je praktický, neboť vyjádřením z něj lze vypočítat jakoukoliv veličinu.
V menší míře se lze setkat také s vzorcem {\displaystyle F=-kx}, kde {\displaystyle F} je působící síla, {\displaystyle k} materiálová konstanta a {\displaystyle x} prodloužení materiálu.